# Préleveur d'air ambiant

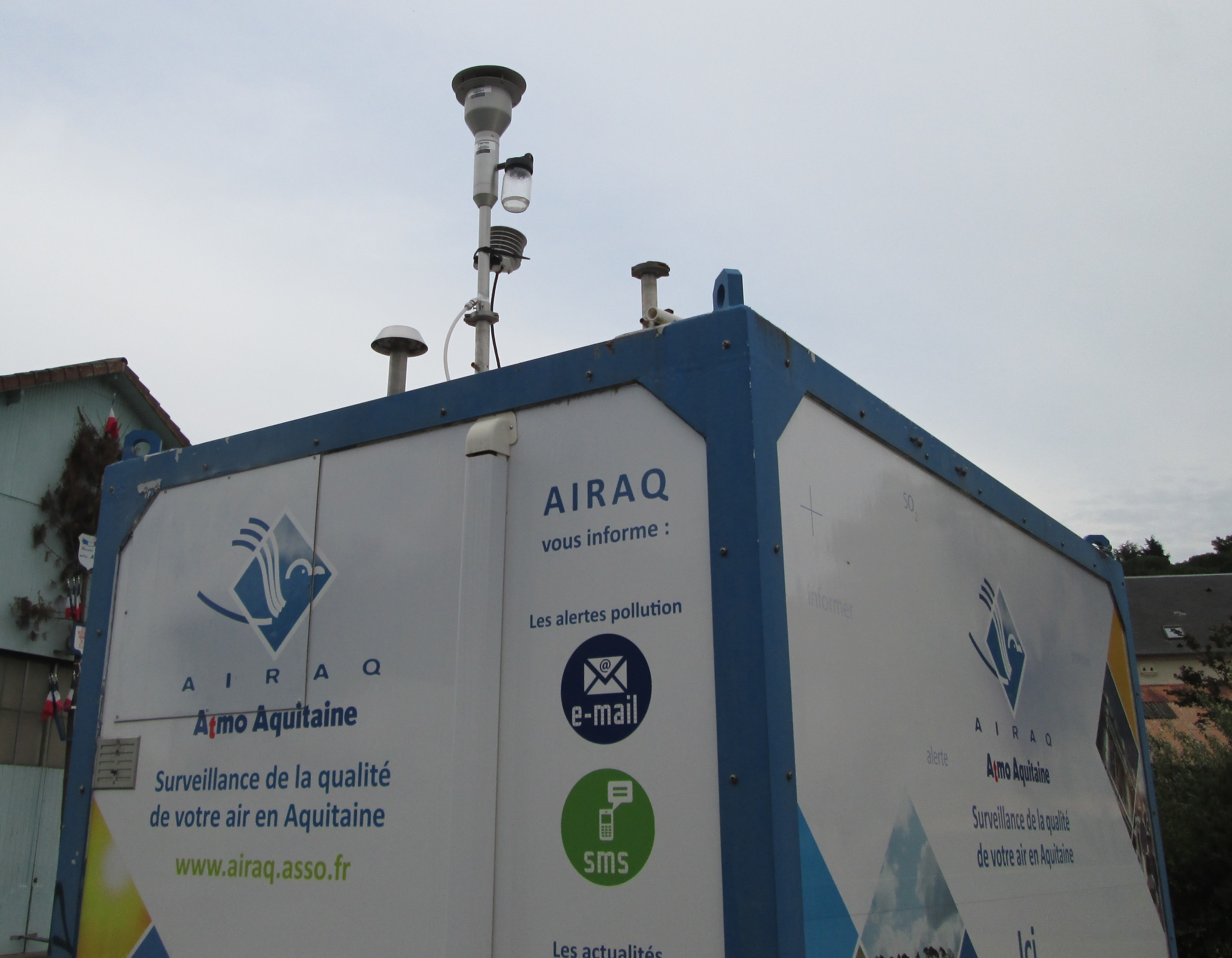
Remorque laboratoire et sa tête de prélèvement.

Un préleveur d'air ambiant est un appareil utilisé notamment en France par les AASQA pour prélever de façon conforme de l'air ambiant à partir d'une station de fond ou de proximité, qu'elle soit fixe ou mobile.
Un tel préleveur peut également être implanté en tout autre lieu d'étude estimé nécessaire.
Il s'agit d'un dispositif constitué essentiellement d'une tête de prélèvement d'air, d'une ligne d'échantillonnage d'air (par exemple en Téflon), d'une pompe d'aspiration de l'air, d'un débitmètre.
Pour prélever de l'air destiné à déterminer les PM10, les PM2,5, ou certains métaux lourds, certains HAP et autres composés organiques, le préleveur comportera un dispositif de fitration de l'air ambiant, destiné à recueillir de façon quantitative les fines particules recueillies sur un filtre, ou un dispositif spécial à l'aide de mousse, pour y recueillir les composés organiques.
Les qualités requises d'un tel préleveur seront la fiabilité (prélèvement en extérieur, par tous temps, pendant des durées continues de plusieurs jours à plusieurs semaines), et une très fine régulation du débit et de la pression. Dans ces conditions, le préleveur pourra alors prélever un volume connu d'air ambiant, avec la plus faible incertitude possible.